# 贾迈勒丁·阿富汗尼

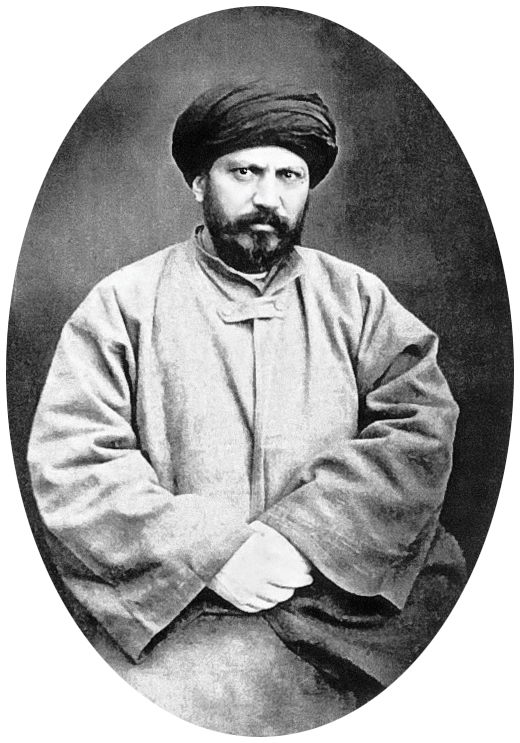

贾迈勒丁·阿富汗尼（英語：Sayyid Jamāl al-Dīn al-Afghānī，1838年？月？日—1897年3月9日），泛伊斯兰主义提倡者。生于阿富汗伽布尔省阿萨达巴德，一说生于伊朗的阿萨达巴德。1866年任阿富汗国王顾问，1871年赴开罗讲学，结识穆罕默德·阿卜杜和萨德·扎格卢勒等人。1883年与穆罕默德·阿布都合办反英报纸《最強的連結》，在此刊物中，賈邁勒丁提出如今被稱為泛伊斯蘭主義的核心精神，他宣稱，所有穆斯林國家和歐洲列強之間的問題，都是兩大跨國實體、伊斯蘭和西方之間的問題。1890年代前往伊斯坦布尔，但被视为异端，1897年在那儿逝世。
賈邁勒丁雖未擔任官方職務，也沒有成立政黨或領導軍隊，甚至沒有留下闡述其政治哲學的著作，但他通過他的門徒們對穆斯林世界產生巨大影響。他的追隨者穆罕默德·阿布都成為埃及頭號宗教學者，細緻化並系統化賈邁勒丁現代化思想；萨德·扎格卢勒成立華夫脫黨，最終領導埃及獨立的民族主義運動；在伊朗，他推動的抵制菸草運動啟發了一個世代，這些人在二十世紀發起制憲運動。